# Magnicourt-sur-Canche
Magnicourt-sur-Canche település Franciaországban, Pas-de-Calais megyében. Lakosainak száma 106 fő (2022. január 1.). Magnicourt-sur-Canche Gouy-en-Ternois, Berlencourt-le-Cauroy, Estrée-Wamin, Houvin-Houvigneul, Maizières, Monts-en-Ternois és Sars-le-Bois községekkel határos.

## Népesség
A település népességének változása:
| Lakosok száma | 111  | 119  | 123  | 117  | 112  | 108  | 103  | 102  | 106  |
|               | 2013 | 2015 | 2016 | 2017 | 2018 | 2019 | 2020 | 2021 | 2022 |